# Sparland (Illinois)
Sparland est un village du comté de Marshall dans l'Illinois, aux États-Unis,. Situé au centre du comté, il est incorporé le 7 septembre 1904.

## Démographie
Lors du recensement de 2010, le village comptait une population de 406 habitants. Elle est estimée, en 2016, à 385 habitants.

### Source de la traduction
- (en) Cet article est partiellement ou en totalité issu de l’article de Wikipédia en anglais intitulé « Sparland, Illinois » (voir la liste des auteurs).